# Commission Mazhar
La commission Mazhar est une commission d'enquête administrative ottomane sur les massacres des Arméniens lors de la Première Guerre mondiale. Dépendant du ministère de l'Intérieur, elle est instituée sur ordre du sultan Mehmed VI en novembre 1918. La commission est présidée par Hasan Mazhar Bey, et a pour but de rassembler des preuves et des témoignages, permettant d'obtenir des renseignements sur les fonctionnaires gouvernementaux, notamment unionistes, impliqués dans des déportations et des massacres commis contre les Arméniens, sans égards pour leur rang, pour pouvoir ensuite les juger dans des cours martiales.

## Genèse
La commission porte le nom de son responsable, Hasan Mazhar, ancien vali d'Angora (aujourd'hui Ankara). Celui-ci s'était ouvertement opposé à la déportation des Arméniens. En juillet 1915, il avait convoqué les notables turcs d'Angora pour leur communiquer l'ordre secret de Talaat Pacha et leur avait fait signer une déclaration adressée au ministre de l'Intérieur selon laquelle ils ne formulaient aucun grief à l'encontre de la population arménienne. À la suite de cet épisode, Talaat contraint Mazhar à démissionner en l'accusant de trafics illicites le mois suivant, le tenant ainsi à l'écart des massacres de 1915-1916.
Avant même la nomination officielle de Mazhar Bey aux commandes de l'investigation, étant au-dessus de tout soupçon, le sultan l'avait déjà convié à préparer les dossiers des accusés. À la constitution de la commission par un décret impérial spécial du sultan Mehmed VI émis le 21 novembre 1918, sous l'impulsion du Conseil d'État, cette dernière fut officiellement rattachée au Bureau de la Sûreté générale.

## Fonctionnement
La commission Mazhar menait ses investigations en concurrence avec la commission du cinquième comité du Parlement. La commission travaillait conformément aux articles 47, 75 et 87 du Code ottoman de procédure pénale et investissait de larges pouvoirs d'enquête, en effet elle n'était pas seulement limitée à mener des procédures judiciaires et à rechercher et saisir des documents, mais pouvait également arrêter et emprisonner des suspects, avec l'aide de la police judiciaire et des bureaux du Gouverneur militaire ainsi que d'autres services d'État,. Dès novembre 1918, Mazhar Bey avait envoyé dans toutes les provinces des questionnaires afin d'enregistrer sous serment les déclarations orales ou écrites des personnalités politiques ou militaires turques. La commission s'efforça aussi de quérir des informations sur la structure, les fonctions, la hiérarchie et le contrôle de l'Organisation spéciale à travers un ensemble de dix questions adressées au ministre de la Défense. En décembre, un décret du sultan institua trois tribunaux de guerre pour juger les principaux responsables.

## Rapports
En deux mois, la commission mit la main sur des documents officiels codés et décodés provenant de plusieurs dizaines de villes provinciales, identifiés comme des centres de déportations et de massacres en Anatolie et en Thrace orientale. Les documents colligés par la commission étaient presque tous des ordres télégraphiques chiffrés, préalablement décodés par les fonctionnaires qui les avaient reçus. La commission obtint en effet une liasse de quarante-deux télégrammes chiffrés rien que de la province d'Ankara. En outre, la commission rassembla une masse de témoignages en vue des procès, à travers des interrogatoires réalisés oralement et par écrit avec les suspects. Parmi ces suspects se trouvaient vingt-six députés de la Chambre, contre lesquels le cabinet avait émis une ordonnance qui leur interdisait de se rendre dans leurs districts électoraux, pour éviter toute possibilité de fuite. Lorsqu'elle eut fini sa tâche, la commission fit transmettre les dossiers des suspects aux Cours martiales. À la mi-janvier 1919, elle avait constitué des dossiers séparés concernant 130 suspects. Cette transmission des témoignages en vue des procès était accompagnée d'une recommandation, comme l'exigeait le code de procédure pénale, indiquant que l'instruction révélait des charges assez lourdes pour entamer des poursuites pénales contre les suspects.

## Suite donnée aux rapports de la commission Mazhar
Les cours martiales ottomanes de 1919-1920 reposent en partie sur le travail d'instruction conduit par la commission. Les réactions observées dans la presse stambouliote lors des procès unionistes montrent que l'immense majorité de la population ne considérait pas ces actes comme des crimes passibles de sanctions. La cour martiale était avant tout soucieuse de faire porter la responsabilité des crimes commis sur un petit groupe de personnes, pour mieux exempter l'État ottoman de ses obligations et donner une certaine « virginité » à la Turquie qui s'apprêtait à signer un traité de paix avec les vainqueurs de la guerre.
Les travaux et documents produits par la commission ont aussi servi de support pour prouver le caractère génocidaire des massacres des Arméniens par l'Empire ottoman durant la Première Guerre mondiale, certains seront notamment repris par Aram Andonian dans sa série de documents portant sur ces événements.